# Leľa
Leľa (bis 1948 slowakisch „Leléd“ – bis 1927 auch „Lelid“; ungarisch Leléd) ist eine Gemeinde im Westen der Slowakei mit 384 Einwohnern (Stand 31. Dezember 2024), die zum Okres Nové Zámky, einem Kreis des Nitriansky kraj, gehört.

## Geographie

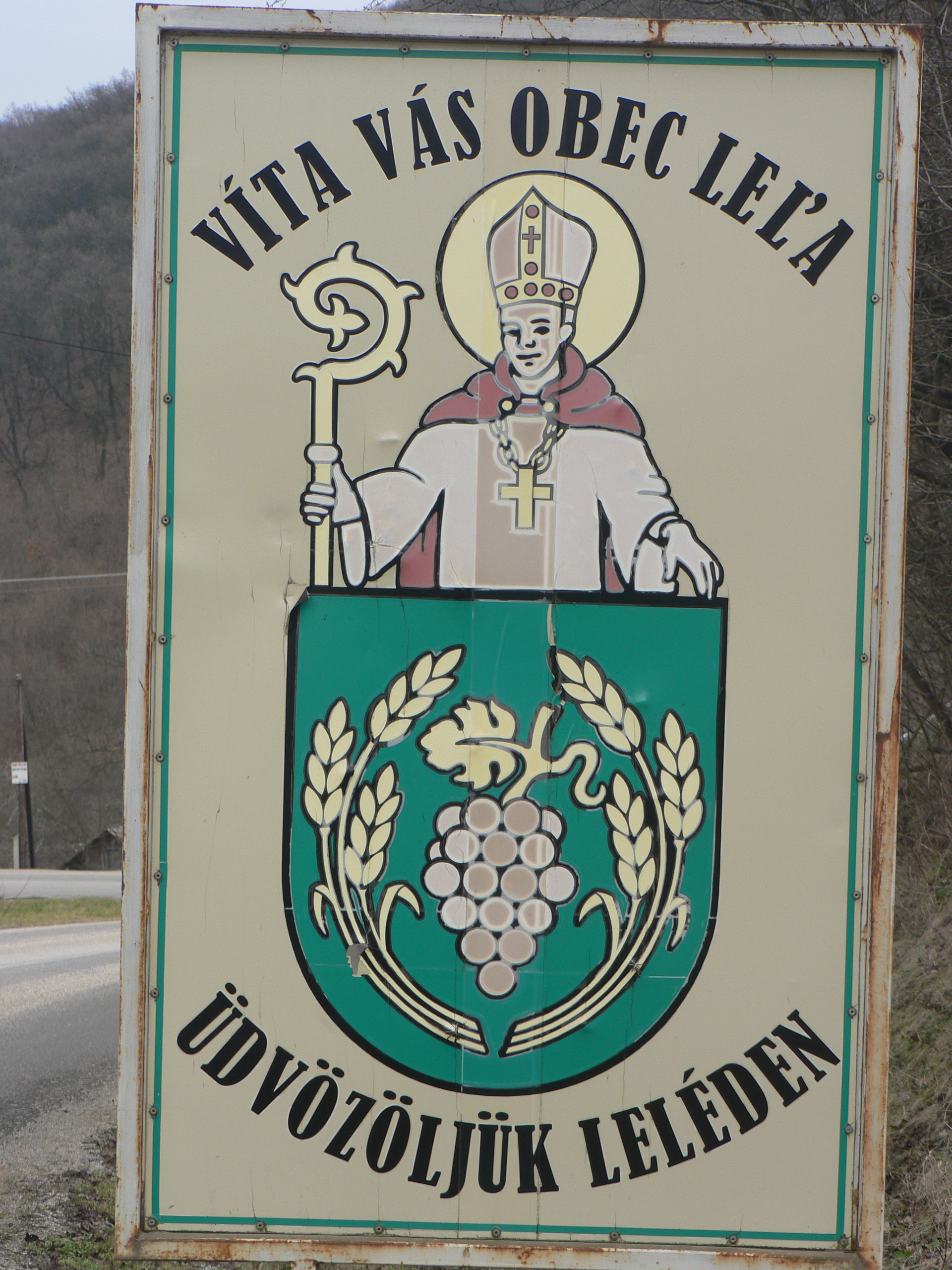
Zweisprachiges Willkommensschild mit Ortswappen

Die Gemeinde befindet sich am Nordrand des Kleingebirges Burda auf der rechten Seite des Ipeľ, direkt an der Staatsgrenze zu Ungarn. Das Ortszentrum liegt auf einer Höhe von 124 m n.m. und ist 11 Kilometer von Štúrovo sowie 61 Kilometer von Nové Zámky entfernt.
Nachbargemeinden sind Letkés (H) im Norden und Osten, Chľaba im Südosten, Bajtava im Süden und Westen und Salka im Nordwesten.

## Geschichte
Leľa wurde zum ersten Mal 1262 als Leled schriftlich erwähnt und war ein Gut des Erzbistums Gran. 1715 gab es eine Mühle und 20 Haushalte im Ort, 1828 zählte man 74 Häuser und 447 Einwohner, die als Landwirte und Winzer beschäftigt waren.
Bis 1918/1919 gehörte der im Komitat Hont liegende Ort zum Königreich Ungarn und kam danach zur Tschechoslowakei beziehungsweise heute Slowakei. Auf Grund des Ersten Wiener Schiedsspruchs lag er 1938–1945 noch einmal in Ungarn.

## Bevölkerung
| Jahr                | 1994 | 2004    | 2014     | 2024    |
| ------------------- | ---- | ------- | -------- | ------- |
| Anzahl der Personen | 376  | 400     | 323      | 318     |
| Unterschied         |      | +6,38 % | −19,25 % | −1,54 % |

| Jahr                | 2023 | 2024    |
| ------------------- | ---- | ------- |
| Anzahl der Personen | 319  | 318     |
| Unterschied         |      | −0,31 % |

Nach der Volkszählung 2011 wohnten in Leľa 375 Einwohner, davon 307 Magyaren, 48 Slowaken und ein Tscheche. Ein Einwohner gab eine andere Ethnie an und 18 Einwohner machten keine Angabe zur Ethnie.
319 Einwohner bekannten sich zur römisch-katholischen Kirche, 10 Einwohner zur reformierten Kirche, zwei Einwohner zur griechisch-katholischen Kirche sowie jeweils ein Einwohner zu den Zeugen Jehovas und zur evangelisch-methodistischen Kirche. Sieben Einwohner waren konfessionslos und bei 35 Einwohnern wurde die Konfession nicht ermittelt.

## Bauwerke und Denkmäler

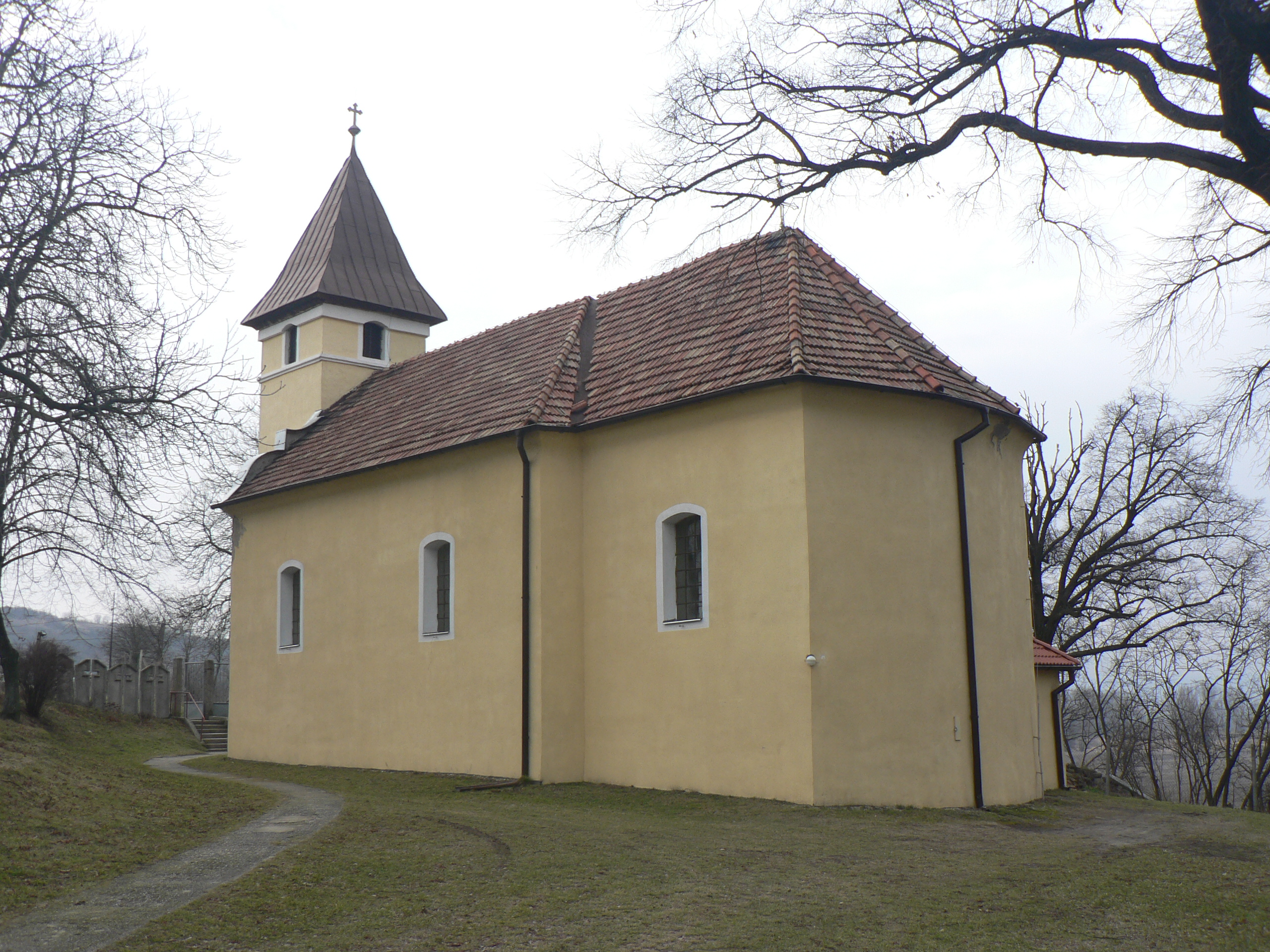
Kirche in Leľa

- römisch-katholische Kirche im Spätbarockstil aus dem Jahr 1774